# Samuel Chukwueze
Samuel Chimerenka Chukwueze, zkráceně jen Samuel Chukwueze (22. květen 1999, Ugba-Ibeku, Nigérie) je nigerijský profesionální fotbalista, který hraje na pozici křídelníka za italský klub Milán a za nigerijský národní tým.

## Kariéra

### Klubová
Chukwueze přišel v roce 2017 z místní fotbalové akademie Diamond Football Academy do akademie Villarrealu CF.
Chukwueze debutoval v dresu Villarrealu 20. září 2018, kdy nahradil Nicolu Sansoneho v domácím zápase proti Rangers (remíza 2:2), v utkání základní skupiny Evropské ligy. V La Lize debutoval 5. listopadu 2018, kdy odehrál celých 90 minut při domácí remíze 1:1 s Levante. Už během své první sezóny v klubu se stal stabilním členem základní sestavy.
V sezóně 2020/21 vyhrál s Villarrealem Evropskou ligu, ve finále si španělský celek poradil s anglickým Manchesterem United po penaltovém rozstřelu. Chukwueze ve finálovém utkání chyběl, laboroval totiž se stehenním svalem.
Dne 12. dubna 2022 ve druhém zápase čtvrtfinále Ligy mistrů na hřišti Bayernu Mnichov vstřelil Chukwueze v 88. minutě vyrovnávací gól a pomohl Villarrealu k překvapivému postupu do semifinále turnaje.
V létě 2023 přestoupil do italského Milána. Přestupová suma by se mohla vyšplhat až na 28 miliónů eur, kontrakt by měl být platný do roku 2028.

### Reprezentační
V květnu 2019 byl Chukwueze povolán na závěrečný turnaj Africký pohár národů 2019 do Egypta. Na turnaji vstřelil svůj první reprezentační gól, a to při výhře Nigérie 2:1 nad Jihoafrickou republikou ve čtvrtfinále. Nigerijský celek po prohře s Alžírskem v semifinále sehrál duel o třetí místo s Tuniskem, ve kterém zvítězil 1:0.
Chukwueze reprezentoval Nigérii na Africkém poháru národů i v roce 2022, kdy s týmem došel do osmifinále, kde podlehli Tunisku 0:1.

## Statistiky
| Sezóna               | Klub                 | Liga                 | Liga   | Liga | Domácí poháry | Domácí poháry | Domácí poháry | Kontinentální poháry | Kontinentální poháry | Kontinentální poháry | Celkem | Celkem |
| Sezóna               | Klub                 | Soutěž               | Zápasy | Góly | Soutěž        | Zápasy        | Góly          | Soutěž               | Zápasy               | Góly                 | Zápasy | Góly   |
| -------------------- | -------------------- | -------------------- | ------ | ---- | ------------- | ------------- | ------------- | -------------------- | -------------------- | -------------------- | ------ | ------ |
| 2018/19              | Villarreal           | Primera División     | 26     | 5    | ŠP            | 3             | 2             | EL                   | 9                    | 1                    | 38     | 8      |
| 2019/20              | Villarreal           | Primera División     | 37     | 3    | ŠP            | 4             | 1             | -                    | 0                    | 0                    | 41     | 4      |
| 2020/21              | Villarreal           | Primera División     | 28     | 4    | ŠP            | 1             | 0             | EL                   | 11                   | 1                    | 40     | 5      |
| 2021/22              | Villarreal           | Primera División     | 27     | 3    | ŠP+ŠS         | 2+0           | 2+0           | LM                   | 9                    | 2                    | 38     | 7      |
| 2022/23              | Villarreal           | Primera División     | 37     | 6    | ŠP            | 4             | 4             | EKL                  | 9                    | 3                    | 50     | 13     |
| Celkem za Villarreal | Celkem za Villarreal | Celkem za Villarreal | 155    | 21   | -             | 14            | 9             | -                    | 38                   | 7                    | 207    | 37     |
| 2023/24              | Milán                | Serie A              | 24     | 1    | IP            | 1             | 0             | LM+EL                | 4+4                  | 2+0                  | 33     | 3      |
| 2024/25              | Milán                | Serie A              | 24     | 3    | IP+IS         | 2+0           | 2+0           | LM                   | 7                    | 0                    | 33     | 5      |
| Celkem za Milán      | Celkem za Milán      | Celkem za Milán      | 48     | 4    | -             | 3             | 2             | -                    | 15                   | 2                    | 66     | 8      |
| Celkově              | Celkově              | Celkově              | 212    | 25   | -             | 17            | 11            | -                    | 53                   | 9                    | 273    | 45     |

## Úspěchy

### Klubové

#### Národní
- vítěz italského superpoháru (1x)

Milán: 2024

#### Kontinentální
- vítěz Evropské ligy UEFA (1x)

Villarreal: 2020/21

### Reprezentační
- 3× účast na APN (2019 – bronz, 2021, 2023 – stříbro)